# カムルル・ハサン

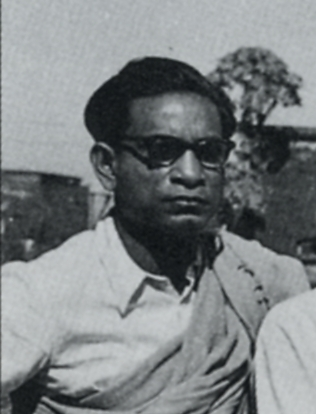
1955年の写真

彼がデザインした当時の国旗

カムルル・ハサン（Quamrul Hassan、1921年12月2日 - 1988年）は、バングラデシュの画家。インドコルカタ出身。

## 人物
1947年美術大学（現コルカタ芸術工芸大学）卒業。1971年の第三次印パ戦争時にバングラデシュの国旗をデザインしている。